# Judys domstol
Judys domstol (engelsk originaltitel: Judge Judy) är en amerikansk realityserie där autentiska civilrättsliga rättegångsfall behandlas av domaren Judith Sheindlin. Sheindlins domslut fungerar som en bindande skiljedom. Programmet har spelats in sedan 1996. Serien distribueras och sänds av CBS. I Sverige sänds serien på Sjuan.